# Droste zu Vischering

Stammwappen der Droste zu Vischering und der Droste zu Senden

Droste zu Vischering ist der Name eines westfälischen Adelsgeschlechts. Die Droste zu Vischering gehören zum Uradel des Hochstifts Münster und zählen zu den bedeutendsten Familien des Münsterlandes. Gräfliche und freiherrliche Zweige der Familie bestehen bis heute fort.
Die Droste zu Senden sind eines Stammes und Wappens mit denen zu Vischering. Die Freiherren Droste zu Senden existieren ebenfalls bis heute.
Keine Stammesverwandtschaft besteht jedoch zu weiteren westfälischen Geschlechtern mit dem Namen Droste, wie den Droste zu Erwitte und den Droste zu Hülshoff.

## Geschichte

### Herkunft
Ursprünglich nannte sich die Familie von Wulfheim. Das Geschlecht erscheint urkundlich erstmals im Jahr 1170 mit dem bischöflich-münsterischen Drosten Albertus dapifer. Er ist eventuell identisch mit dem Truchsess des Bischofs von Münster Albrecht von Wulfheim, der 1173 an der Fürstenversammlung in Goslar für Münster teilnahm und mit dem die Stammreihe beginnt. Die Familie von Wulfheim nannte sich nach ihrem Besitz Wulfen bei Lembeck.
Der Truchsess, im nördlichen Deutschland meist Drost genannt, war ein hoher Verwaltungsbeamter eines Fürsten (hier der Bischöfe von Münster als Landesherren im Hochstift Münster) und war als solcher für die Verwaltung fürstbischöflicher Güter und Ländereien zuständig.

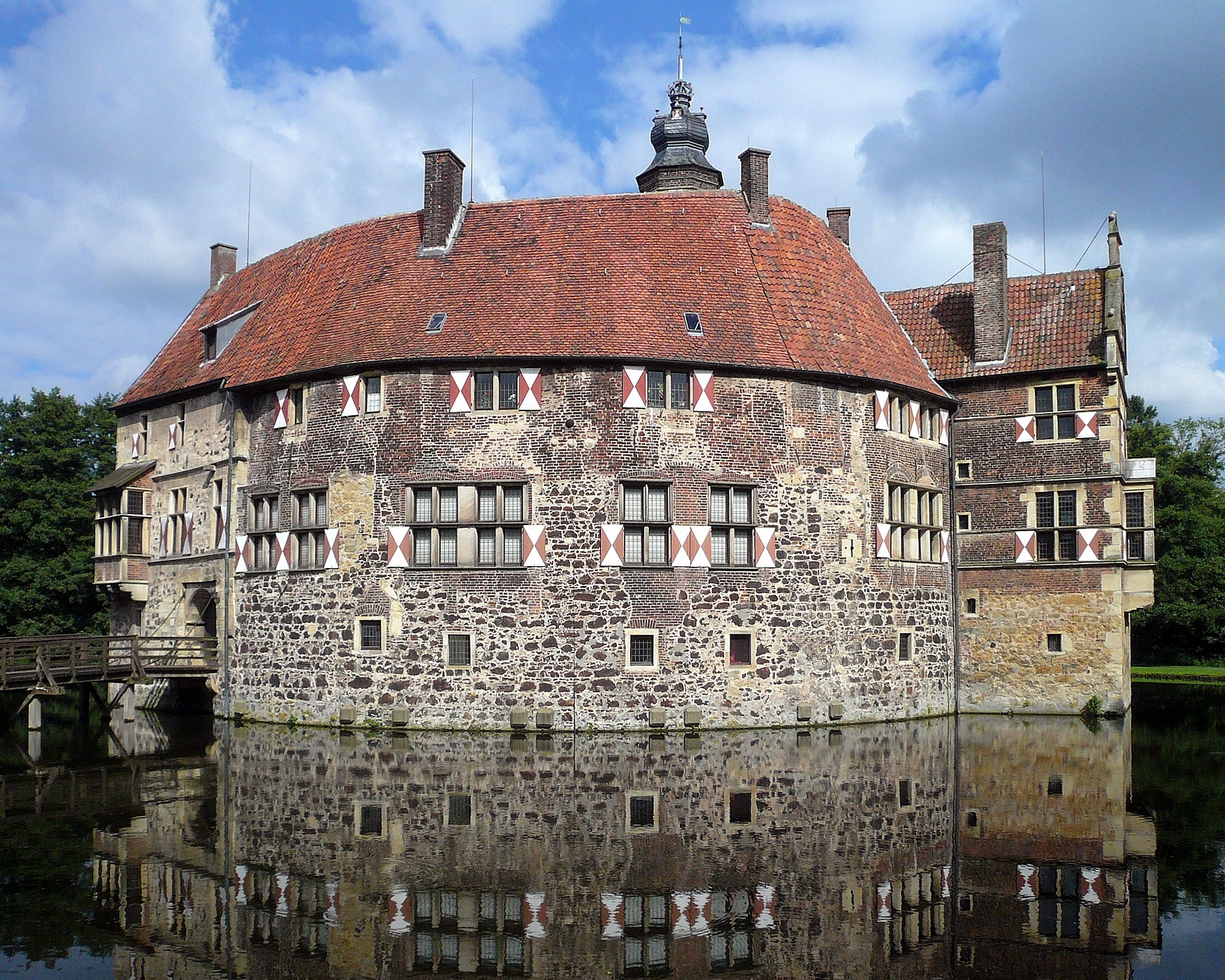
Burg Vischering bei Lüdinghausen, Stammsitz der Familie

1271 errichtete Gerhard von der Mark, Bischof von Münster, die Burg Vischering, um nach Auseinandersetzungen mit der Adelsfamilie Wolf von Lüdinghausen seine Ansprüche auf Lüdinghausen zu festigen. Die aufrührerischen Lüdinghausener Brüder hatten etwas südlich der Burg Lüdinghausen wohl ohne Einverständnis des Bischofs die Burg Wolfsberg errichtet und so ließ Bischof Gerhard kurz vor 1271 die Burg Vischering als Zwingburg auf einer etwa 80 Meter langen Sandinsel in einem Steverarm erbauen, um die landesherrlichen Rechte des Bistums zu sichern. Mit einer Urkunde vom 25. Juli 1271 belehnte er seinen Ministerialen Albert (Albrecht) III. von Wulfheim (1268–1315), Drost von Dülmen, mit dem Amt des Drosten auf der Burg Vischering. Ab 1309 nannten sich Mitglieder des Geschlechts daher erstmals Droste zu Vischering und machten die neue Amtsbezeichnung zu ihrem Familiennamen.

### Ausbreitung und Besitzungen
Die beiden Söhne von Bernhard Droste zu Vischering († 1331), Amtsdrost auf Burg Vischering und seit 1322 auch Herr auf Burg Kakesbeck (bis 1384 im Familienbesitz und erneut von 1738 bis Mitte 20. Jh.), Heinrich und Albrecht, begründeten zwei Linien:

#### Droste zu Senden

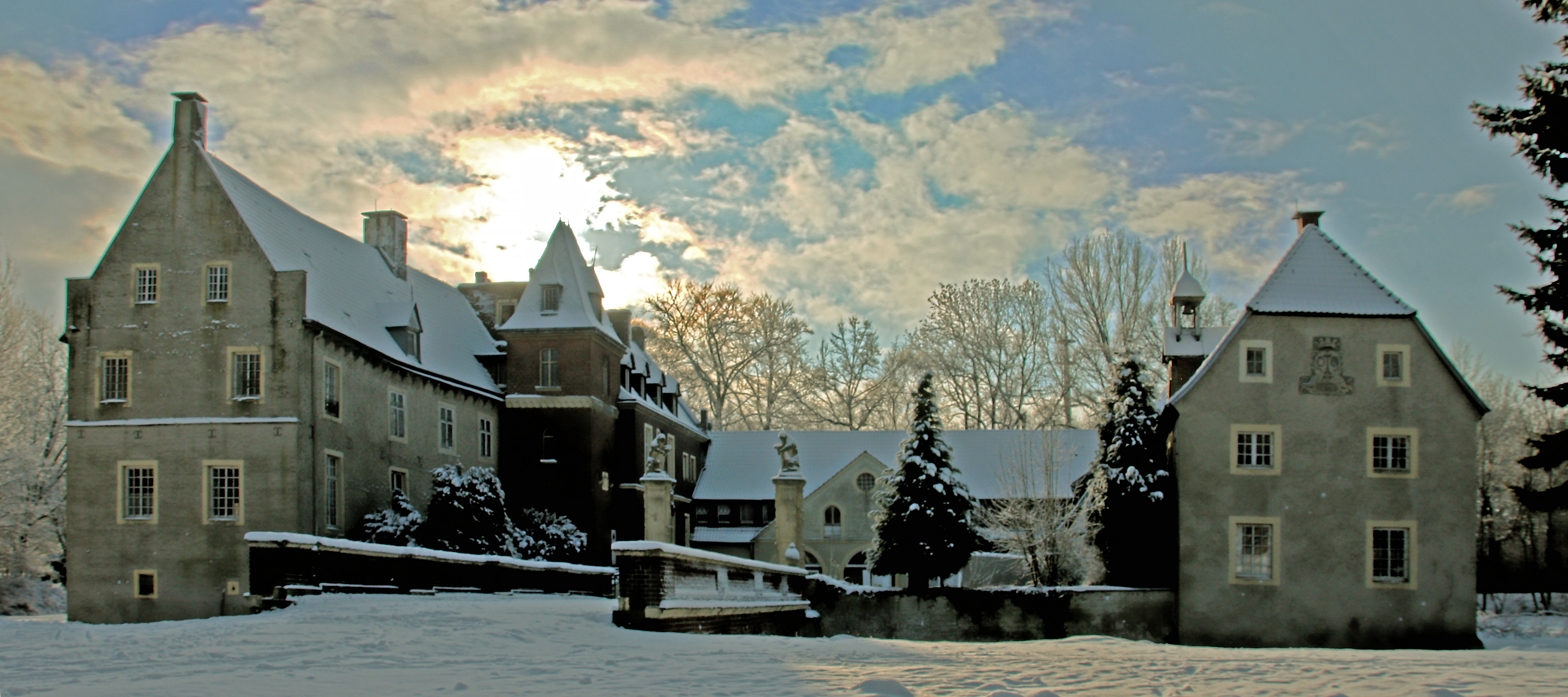
Schloss Senden in Senden

Alexander (1357–1401), der Sohn von Albrecht, heiratete Kunigunde, die Erbtochter des Geschlechts von Senden; er erhielt durch diese Vermählung deren Stammsitz Schloss Senden im Münsterland mit weiteren Gütern und begründete die bis heute in Senden ansässige freiherrliche Linie der Droste zu Senden. Der Sohn von Alexander und Kunigunde, Ludeke Droste (1405–1466), errichtete das später vielfach ergänzte Schloss Senden als Festes Haus in Form einer Wasserburg. Dessen Sohn Sander II. Droste zu Senden (1448–1502) baute das Herrenhaus in seiner heutigen Form aus. Durch Erbschaften kamen 1680 Gut Patzlar und 1713 Gut Isingholt hinzu, 1729 Gut Venhaus durch Kauf. 1957 verkauften die Freiherren Droste zu Senden das durch englische Besatzung in Mitleidenschaft gezogene Sendener Schloss und bezogen das nahegelegene Forsthaus Wulfshoek. Der Linie gehört bis heute auch der Senden’sche Hof in Münster.

#### Droste zu Vischering
Heinrich war der Stammvater der späteren Freiherren und Grafen Droste zu Vischering, die bis heute u. a. auf Burg Vischering, Wasserschloss Darfeld und dem Erbdrostenhof in Münster ansässig sind.
Im Jahre 1414 teilten sich die Brüder Heinrich und Johann Droste zu Vischering den Besitz der Burg Vischering. Während der Münsterischen Stiftsfehde 1450 bis 1457, wurden Teile der Burg verkauft beziehungsweise verpfändet. Einen Teil konnte Gerhard Morrien erwerben, der aber 1473, durch die Heirat seiner Tochter mit Heidenreich von Droste zu Vischering, wieder in den Besitz der Droste zu Vischering gelangte. Haus Beck, bei Recklinghausen, besaßen die Droste zu Vischering seit 1481. Eine Verwandtschaft bestand vermutlich auch zu den Droste zu Beck, die Ende des 15. Jahrhunderts erschienen.
Von 1549 bis 1803 stellte die Familie Droste zu Vischering die Drosten der Ämter Ahaus und Horstmar, die weite Teile des westlichen Münsterlandes umfassten.
Johann Droste der Ältere war Mitglied des Kölner Domkapitels und 1583 maßgeblich an der Absetzung des zum Protestantismus übergetretenen Kölner Erzbischof Gebhard Truchseß von Waldburg beteiligt. Auch im Stift Münster erwiesen sich die Mitglieder der Familie als Anhänger des katholischen Glaubens: Heidenreich Droste V. (* 1540; † 1620) und Heidenreich Droste VI. (* 1580; † 1643) waren treue Parteigänger der Bischöfe Ernst von Bayern und Ferdinand von Bayern, denen der Adel des Territoriums ansonsten in überwiegender konfessioneller Opposition gegenüberstand. Im Domkapitel von Münster gelang vielen Herren Droste zu Vischering ein beachtlicher Aufstieg: Heinrich (* 1540, † 1620) stieg bis zum Domscholaster und Statthalter auf, Adolf Heinrich († 1650) bis zum Dompropst. Gottfried († 1652) und Adolf Heidenreich († 1724) erreichten das Amt des Domkantors, Goswin († 1680) das Amt des Dombursars; Adolf Heinrich  († 1666) blieb einfacher Domherr. Auch Heidenreich Ludwig († 1723) stieg bis zum Domscholaster auf. Alle Genannten waren allerdings mehrfach präbendiert und besaßen noch Dompräbenden in Osnabrück und/oder Paderborn. Der Malteserritter Gottfried Droste zu Vischering (Großprior) war bis 1683 Komtur der Kommenden Colmar und Soultz-Haut-Rhin im weit entfernten Elsass sowie Malteser-Großprior und Fürst der Herrschaft Heitersheim. Auch während des 18. Jahrhunderts gelangten weitere Mitglieder der Familie zu hohen geistlichen Würden in den westfälischen Dom- und Hochstiften.

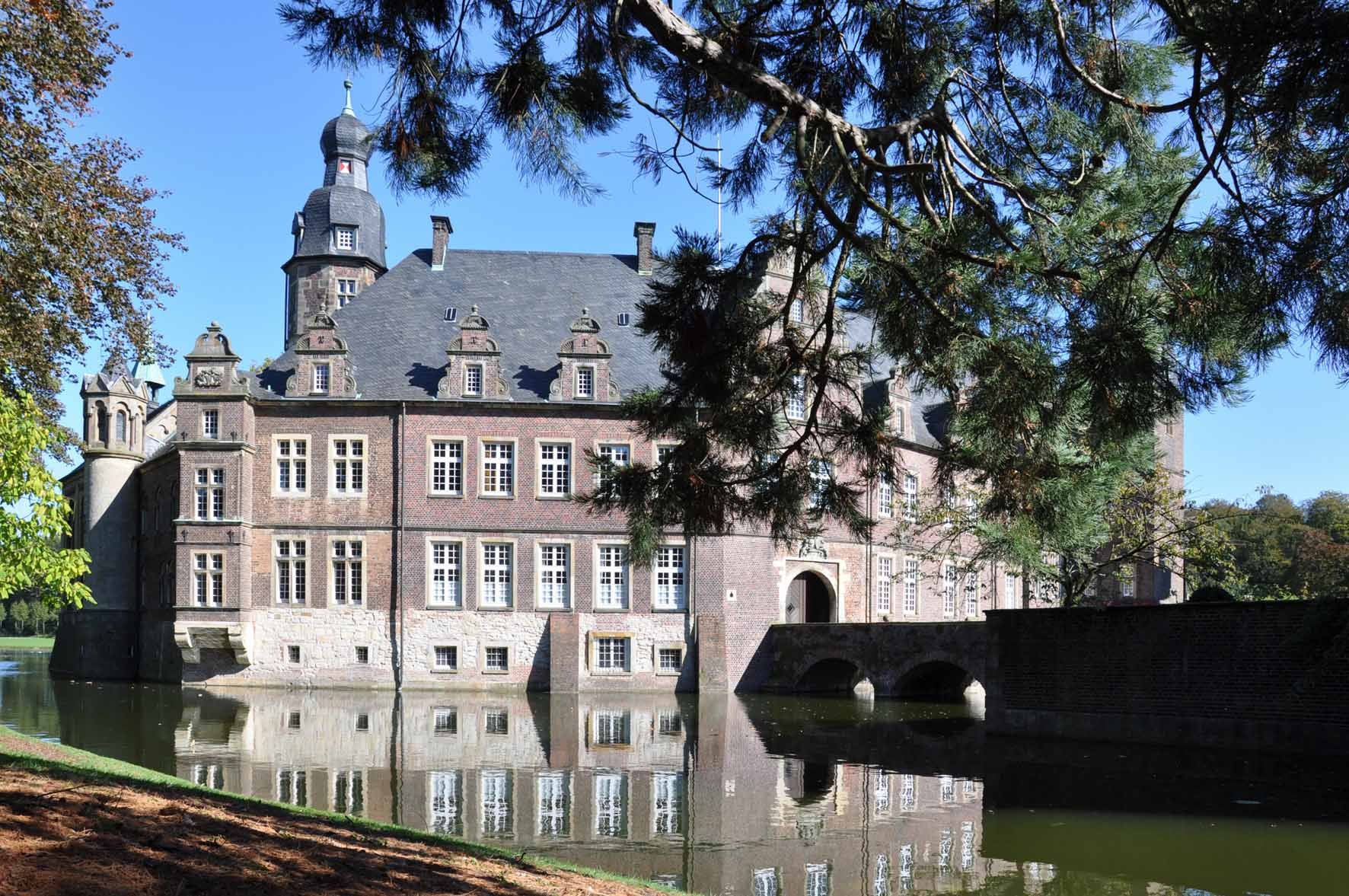
Wasserschloss Darfeld, Kreis Coesfeld

1680 erwarb der Dombursar Goswin Droste zu Vischering das Wasserschloss Darfeld, das nach seinem Tod 1690 an die Stammlinie zu Vischering fiel, die es bald zu ihrem Hauptsitz machte. Bis heute ist Schloss Darfeld Wohnsitz der jeweiligen Erbdrosten geblieben. 1707 heiratete Maximilian Heidenreich Maria Antonia/Gaudentia Wilhelmina Josefa zu Büren und Ringelstein von Schenking zu Beveren und Asbeck (1687–1718), welche den umfangreichen Gutsbesitz ihrer Mutter Antoinette in die Ehe mitbrachte, u. a. Haus Vorhelm und Haus Bevern.
Anna Brigitta Droste zu Vischering, eine Tochter von Maximilian Heidenreich (1684–1751), heiratete 1729 Heinrich Johann I. Droste zu Hülshoff aus der bis dahin nicht verwandten Familie Droste zu Hülshoff und wurde u. a. die Mutter des Deutsch-Ordenskomturs und Gouverneurs von Münster Heinrich-Johann von Droste zu Hülshoff, und eine Urgroßmutter der Dichterin Annette von Droste-Hülshoff.
In der zweiten Hälfte des 18. Jahrhunderts war Clemens August Maria Droste zu Vischering, Erbdrost zu Münster, mit Sophie Alexandrine von Droste zu Erwitte, aus dem Haus Füchten, verheiratet. Ihrer Ehe entstammten zwei Töchter und sieben Söhne: Kaspar Maximilian (* 1770; † 1846) wurde Bischof von Münster und Domherr zu Halberstadt; Clemens August (* 1773; † 1845) wurde 1838 Erzbischof von Köln; Franz war Domherr zu Münster und Hildesheim sowie theologischer Autor; Max Heidenreich war mit Regina Freiin von und zu Padberg, Erbin der Padbergischen Besitzungen im Kreis Brilon, vermählt und begründete die Linie der Droste von Vischering-Padberg, ansässig auf Padberg-Unterhaus und seit 1878 auf Schloss Padberg.

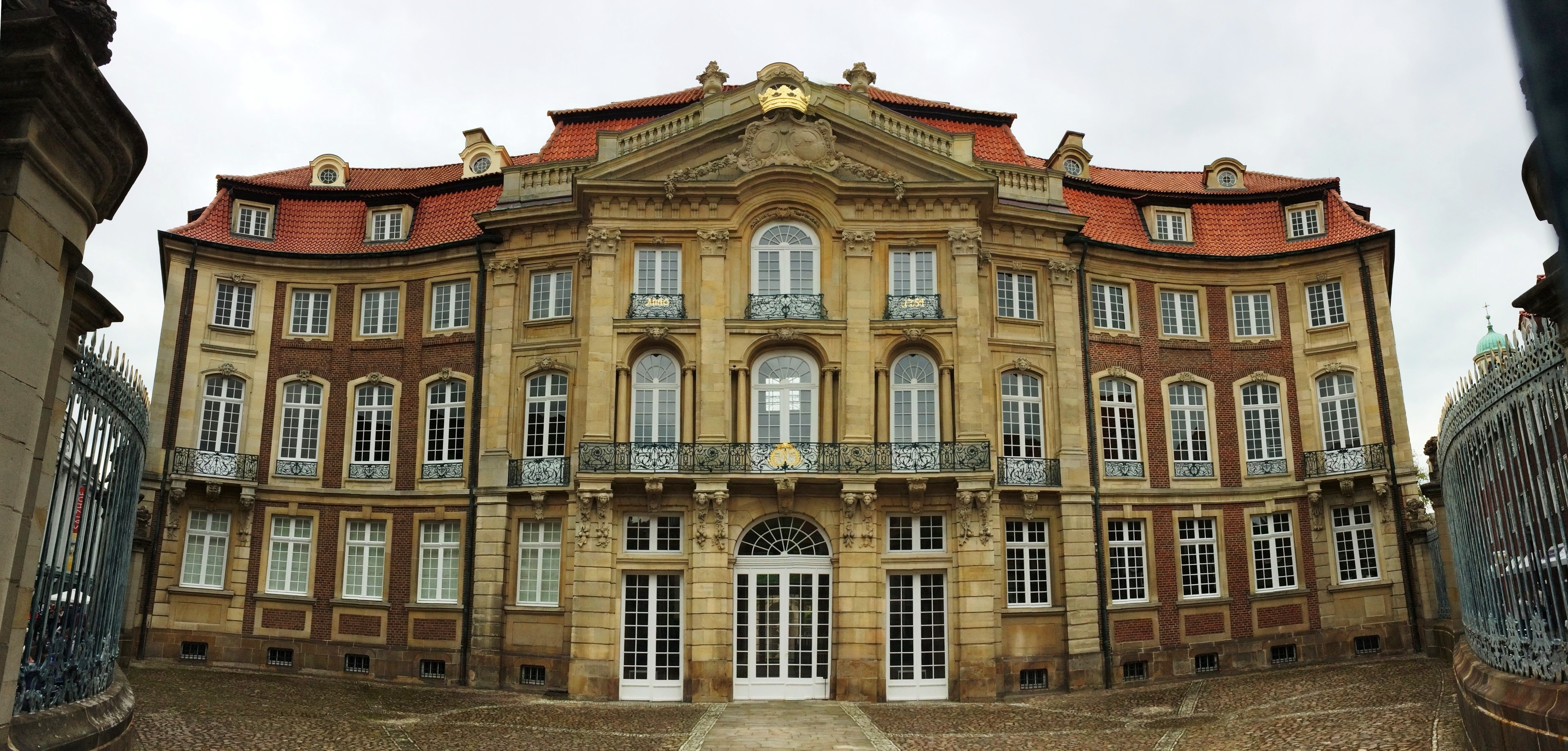
Der Erbdrostenhof in Münster, erbaut von 1753 bis 1757

Adolf Heidenreich († 1776), Erbherr der Droste-Vischeringschen Familiengüter, ließ von 1753 bis 1757 den Erbdrostenhof in Münster von Johann Conrad Schlaun erbauen; er war in erster Ehe verheiratet mit einer Gräfin von Merveldt und nach ihrem Tod in zweiter Ehe mit Maria Caroline Gräfin von Nesselrode-Reichenstein. Aus erster Ehe entstammte Graf Maximilian und aus zweiter Ehe Graf Felix. Beide setzten den Stamm in einer älteren und einer jüngeren Linie fort (siehe unten: Droste-Nesselrode).
Folgende Güter befanden (oder befinden) sich im Besitz der Linie Droste zu Vischering:
Burg Vischering (seit 1271), Wasserschloss Darfeld (seit 1680), Haus Lütkenbeck (seit Ende 17. Jh.), Haus Bevern (seit 1707), Haus Asbeck (seit 1731), der Erbdrostenhof in Münster (seit 1753), Haus Vorhelm (1707 bis 1974), Haus Holtwick (1600–1995), Burg Kakesbeck (1322 bis 1384 und erneut von 1738 bis Mitte 20. Jh.), Haus Rockel bei Darfeld (1817–2000), Haus Visbeck (1656-20. Jh.), Haus Weersche in Osterwick (bis 20. Jh.), Haus Vehoff in Handorf (Münster), Haus Mengede (ab 1765, aufgesiedelt als Droste-zu-Vischering-Siedlung in Dortmund) und Langen.
Die jüngere Linie Droste-Nesselrode (siehe unten) erbte 1824 die Herrschaft Reichenstein und besaß bis 1974 das Schloss Herten sowie ab 1909 das Kloster Merten; sie ist bis heute ansässig auf Burg Herrnstein und Burg Merten an der Sieg.
Im Königreich Hannover waren Brandlecht, Caldenhoff, Haselünne und Lengerich im Besitz bzw. Teilbesitz der Familie. Im Königreich der Niederlande war die Linie zu Saesfeld besitzlich.

### Standeserhebungen
Heidenreich Droste zu Vischering, Herr auf Vischering, Erbdrost des Bistums Münster und Drost zu Horstmar und Ahaus, wurde am 21. Januar 1670 zu Wien in den Freiherrenstand erhoben.
Am 30. Oktober 1826 erhielt Adolph Heidenreich Freiherr Drost zu Vischering, Fideikommissherr auf Vischering und Erbdrost des Fürstentums Münster, von König Friedrich Wilhelm III. zu Berlin den preußischen Grafenstand. Im Jahre 1840 wurden die Erbämter vom preußischen König als Titel für die betreffenden Familien nochmals bestätigt, eine eigentliche Amtsfunktion hatten sie aber damals nicht mehr.

### Erbeinsetzungen

#### Droste-Nesselrode
Graf Adolph Heidenreichs jüngerer Sohn Felix wurde von seinem Großvater mütterlicherseits, Johann Franz Joseph von Nesselrode-Reichenstein († 1824), als Universalerbe eingesetzt und fügte, laut testamentarischer Bestimmung und königlicher Bestätigung (4. Oktober 1826), seinem Namen und seinem Wappen das der nun erloschenen Grafen von Nesselrode-Reichenstein hinzu. Er begründete die Linie der Grafen Droste zu Vischering von Nesselrode-Reichenstein, bis heute ansässig auf Burg Herrnstein und Burg Merten an der Sieg.

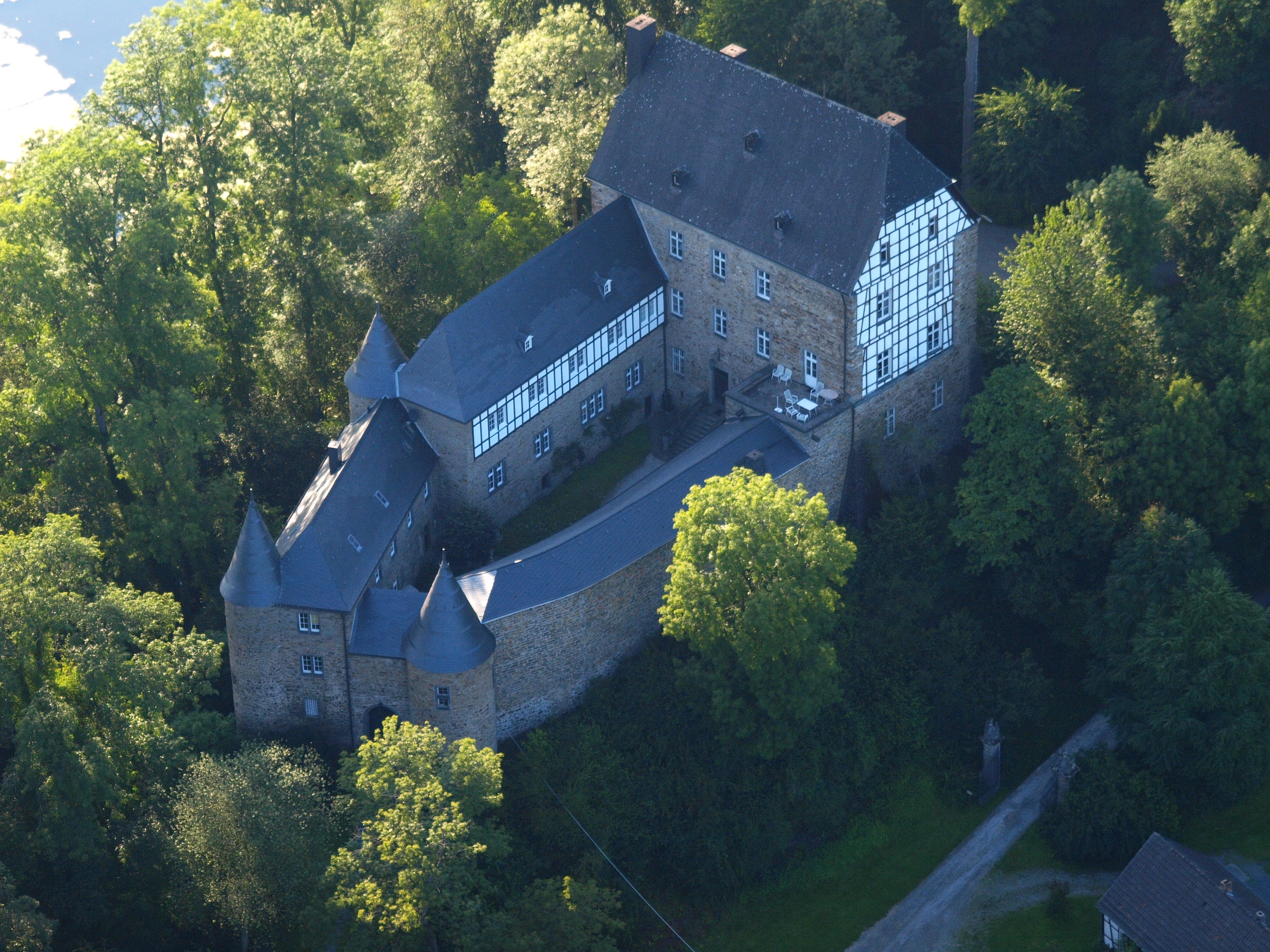
Burg Herrnstein, Rhein-Sieg-Kreis
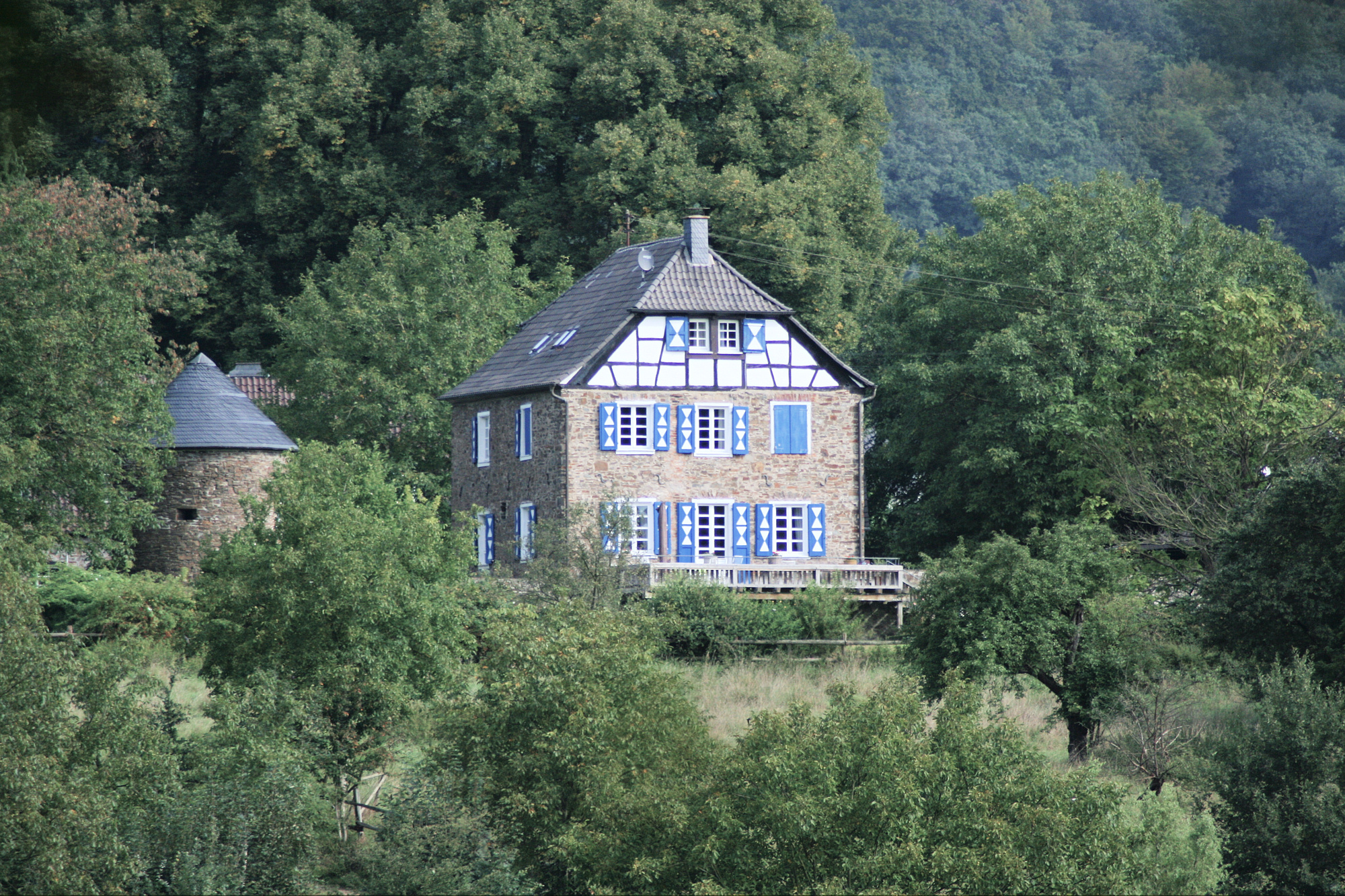
Burg Merten

#### Brenken-Droste
Georg Ferdinand (* 1941), fünfter Sohn von Georg Graf Droste zu Vischering, Erbdroste, und Clarissa geb. Freiin von und zu Brenken, wurde 1946 von seinem Onkel Franz Josef Freiherr von und zu Brenken adoptiert und erbte später dessen Besitz Schloss Erpernburg bei Büren im Ortsteil Brenken.

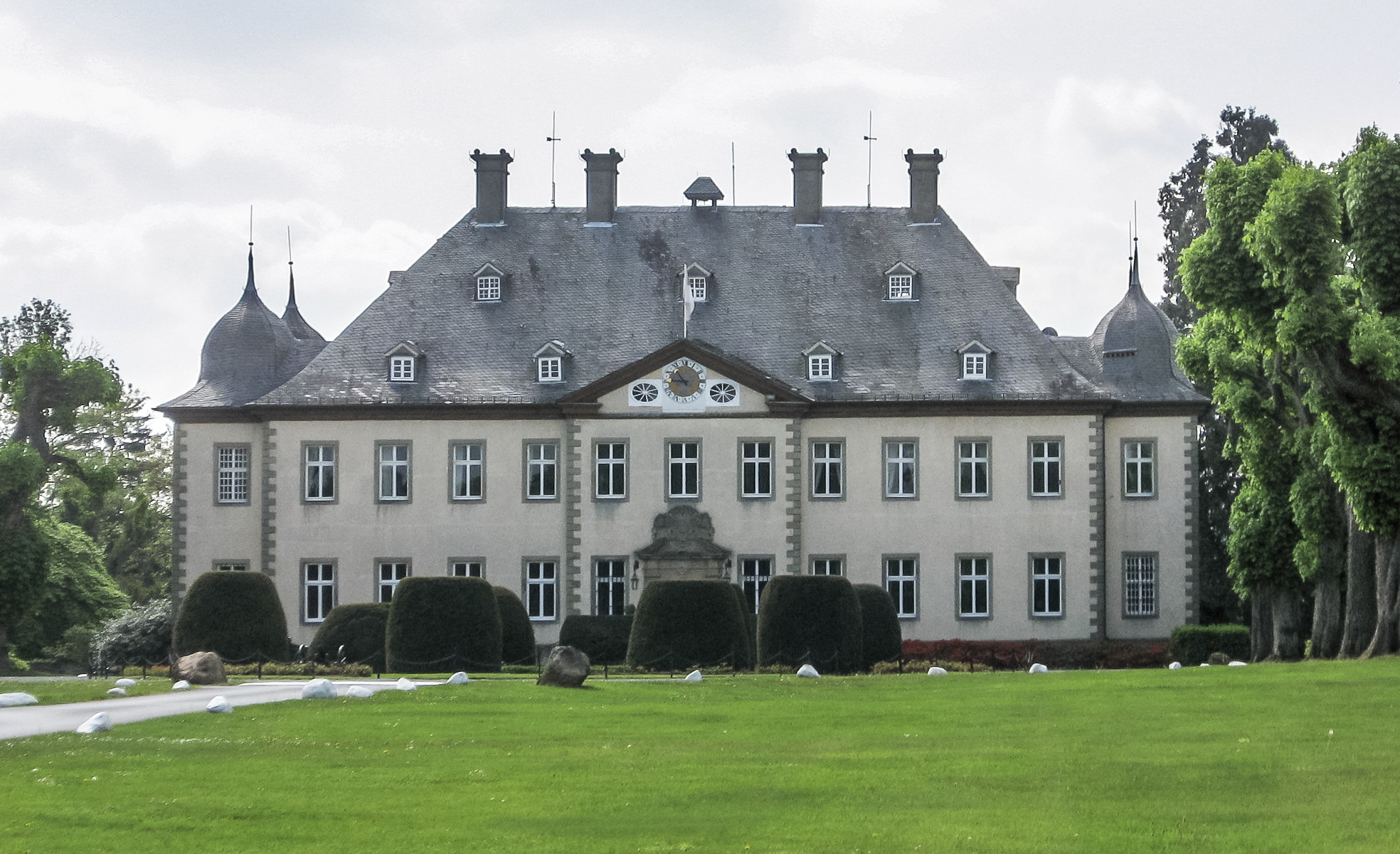
Schloss Erpernburg

#### Droste zu Vischering-Galen
Im Jahr 1954 entstand die Line Droste zu Vischering-Galen dadurch, dass Hubertus Droste zu Vischering (geboren 1930) von Margarete von Galen, seiner Großtante mütterlicherseits, in diesem Jahr adoptiert wurde. Diese war Universalerbin ihres Vaters Hubert Graf von Galen (1849–1931), des jüngsten Sohnes von Johann Matthias von Galen (1800–1880), zu seinen Lebzeiten Oberhaupt der Hauptlinie des Uradelsgeschlechts derer von Galen.

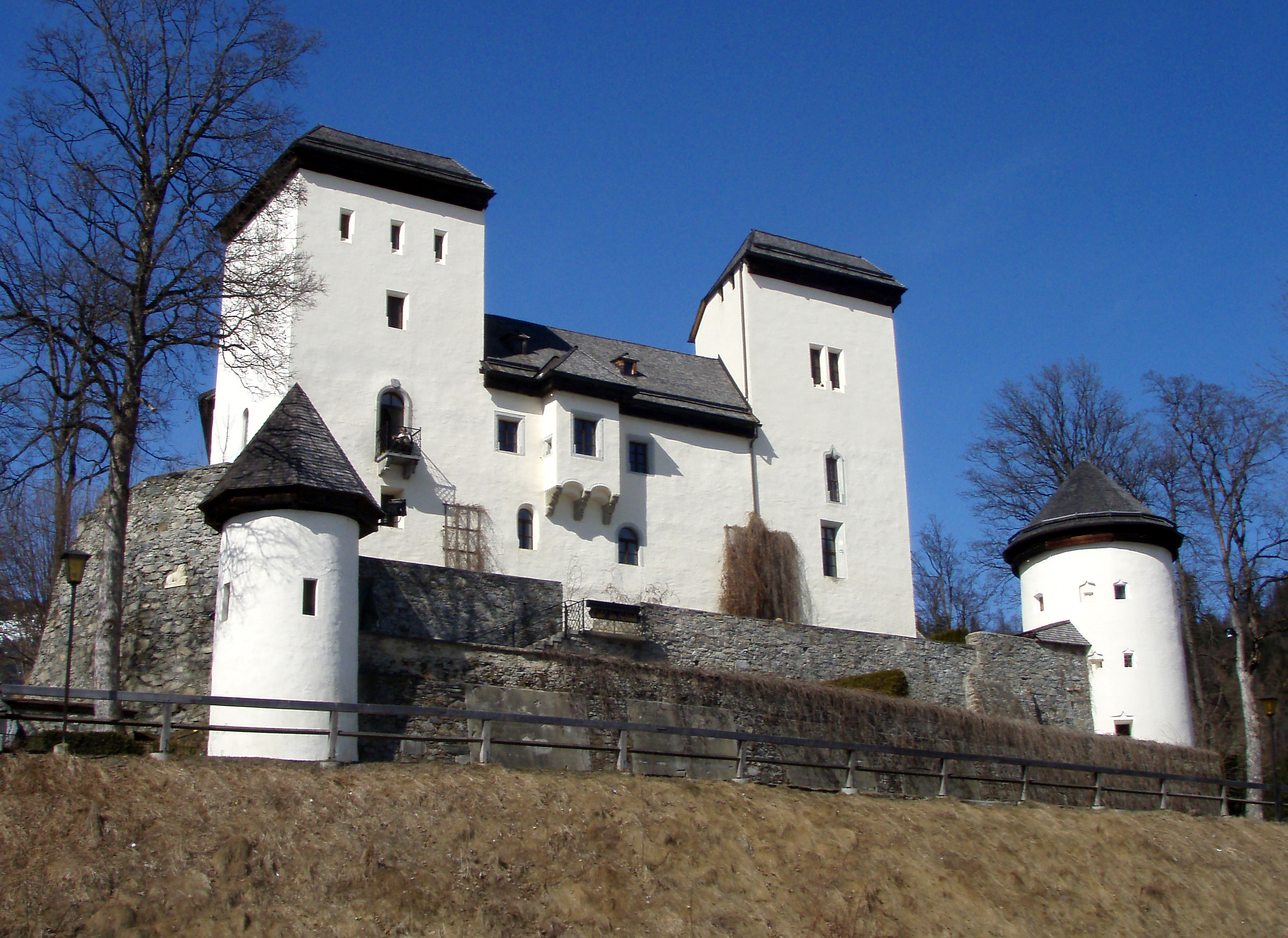
Schloss Goldegg

Hubert von Galen hatte im Jahr 1874 Schloss Goldegg im salzburgischen Pongau gekauft und wohnte danach zeitlebens in diesem Schloss. Dieses und das übrige Vermögen des österreichischen Zweigs der Familie von Galen erbte Margarete von Galen, da Hubert von Galens einziger Sohn im Ersten Weltkrieg kinderlos gefallen war. Auch Margarete von Galen hatte keinen Sohn, dem sie ihr Vermögen hätte weiterreichen können. Da eine ihrer Töchter einen Mann aus dem Hause Droste zu Vischering geheiratet hatte, adoptierte sie deren damals 24 Jahre alten Sohn Hubertus Droste zu Vischering.
Eine Tochter Margarete von Galens, Hubertus Droste zu Vischering-Galens Mutter, hatte einen Mann aus dem Geschlecht Droste zu Vischering geheiratet, den späteren Vater Hubertus Droste zu Vischering-Galens. Eine ihrer Schwestern wurde zur „Erbtante“ von Hubertus Droste zu Vischering-Galens. Diese hatte ihre Mutter beerbt und setzte ihrerseits ihren Neffen Hubertus zum Teilerben des Vermögens der österreichischen Linie derer von Galen ein. Das Schloss Goldegg verkaufte sie zu Lebzeiten an die Erzdiözese Salzburg. Einen anderen Teil ihres verbliebenen Immobilienvermögens erbte der Wiener Zweig der Familie von Galen, der auf Grund des österreichischen Namensrechts mit Nachnamen „Galen“ heißt.
Da Hubertus Graf von Droste zu Vischering-Galen sowohl deutscher als auch österreichischer Staatsbürger ist, darf er den angegebenen Namen führen. Seine Nachkommen, die nur österreichische Staatsbürger sind, müssen sich „Droste-Vischerung-Galen“ nennen.

## Wappen
Das Stammwappen zeigt in Rot einen kleinen silbernen Schild. Auf dem bekrönten Helm zwei Büffelhörner, das rechte rot und das linke silbern. Die Helmdecken sind rot-silbern.

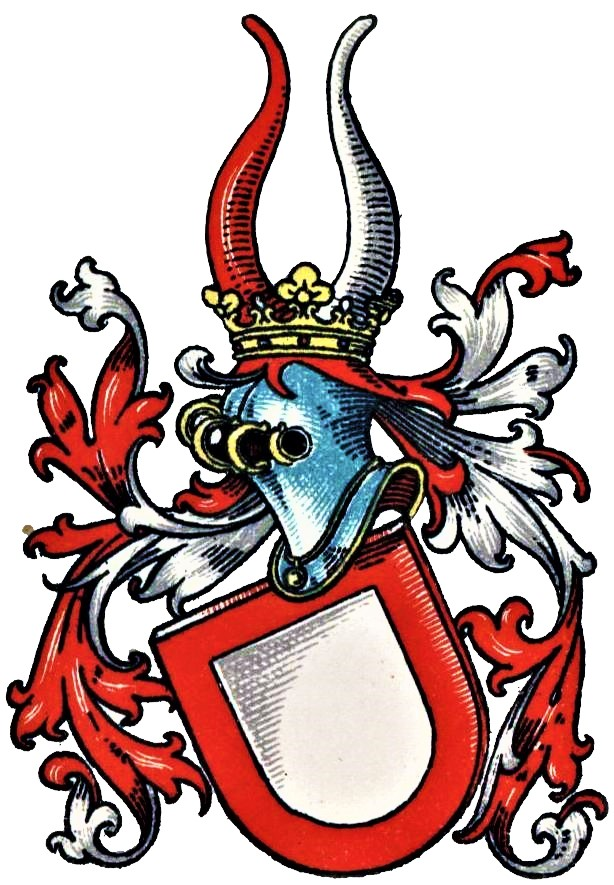
Wappen der Droste zu Vischering / Dorste zu Senden im Wappenbuch des Westfälischen Adels
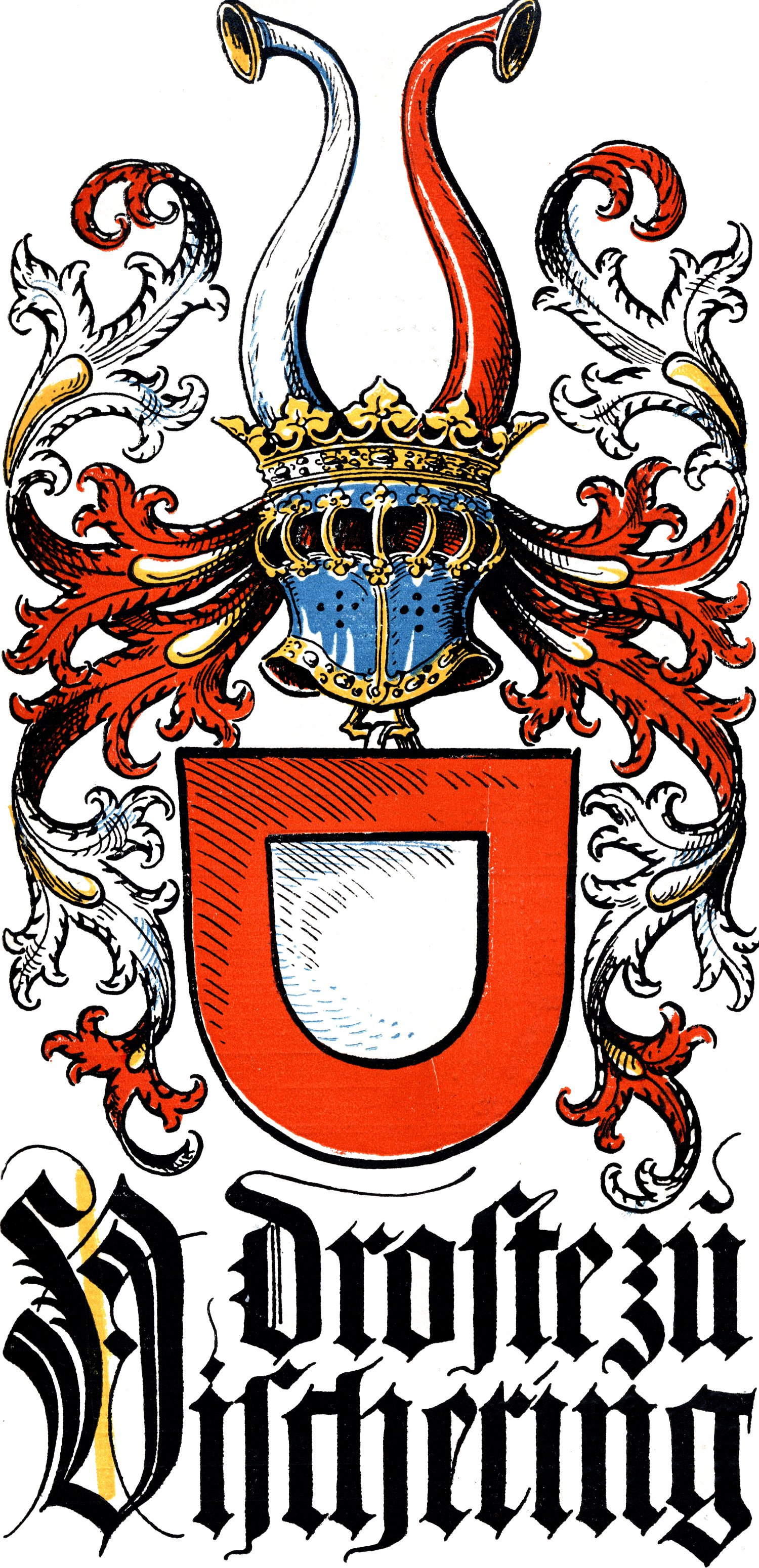
Wappengrafik von Otto Hupp im Münchener Kalender von 1901
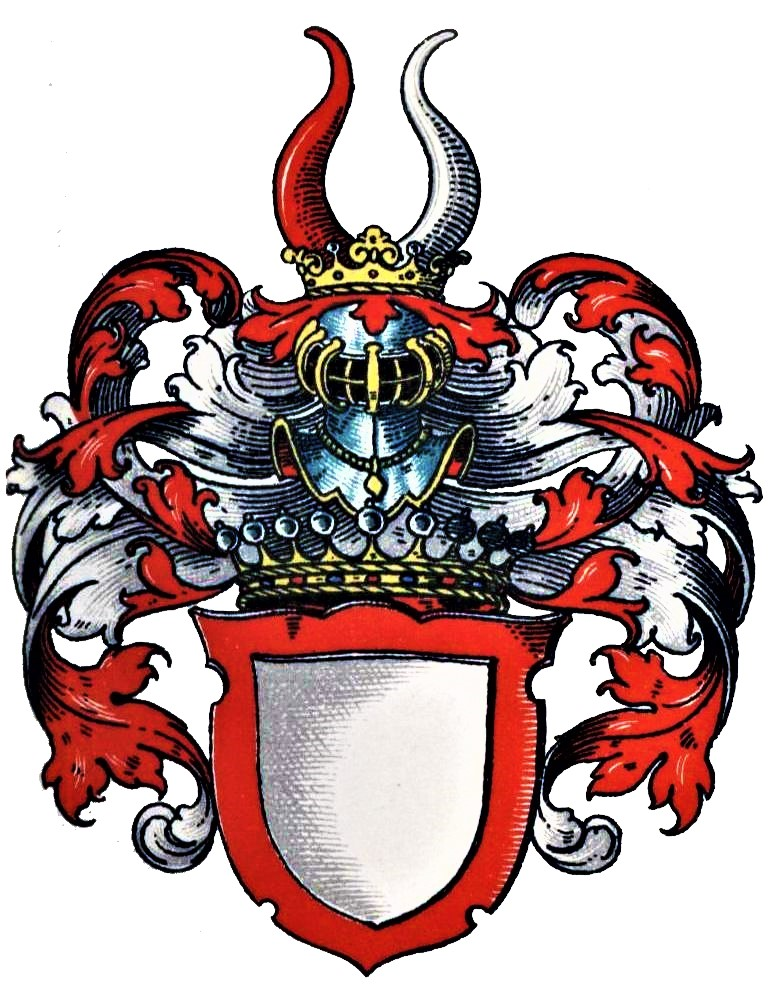
Wappen der Grafen Droste zu Vischering im Wappenbuch des Westfälischen Adels
Droste-Wappen mit Grafenkrone
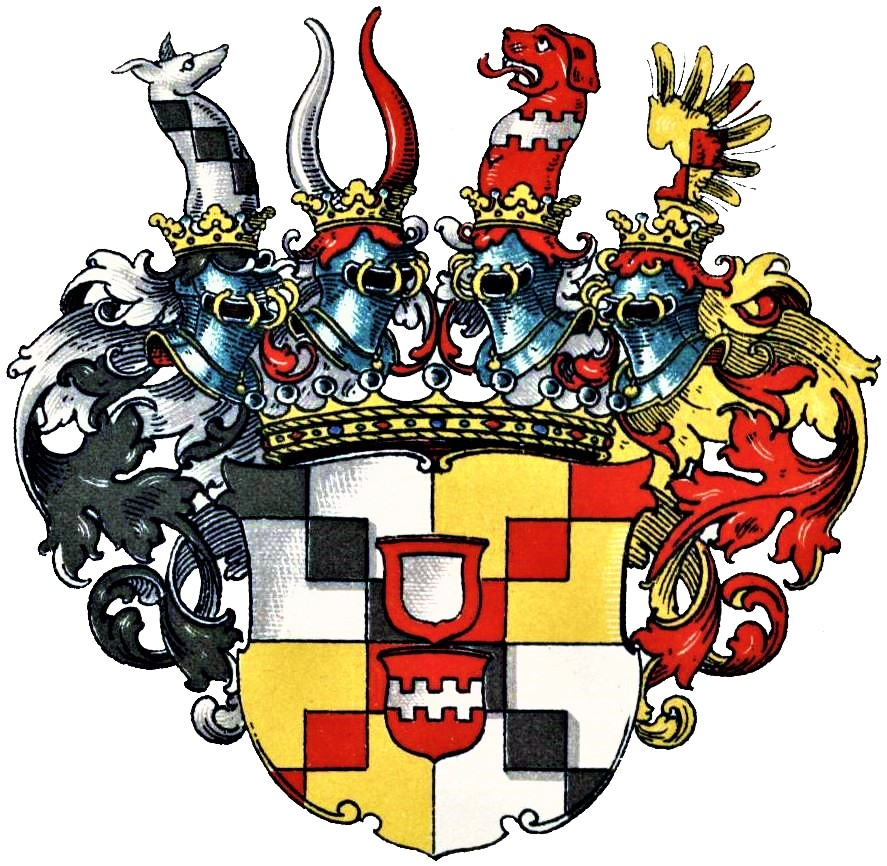
Wappen der Grafen Droste zu Vischering von Nesselrode-Reichenstein
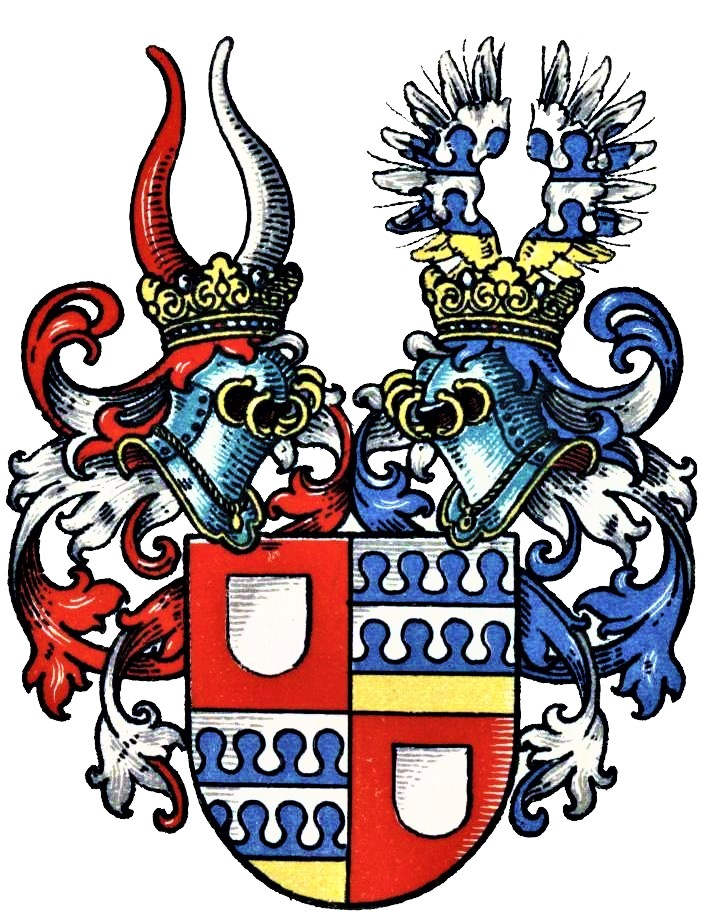
Wappen der Droste zu Vischering-Padberg im Wappenbuch des Westfälischen Adels

## Bedeutende Personen
- Adolf Heidenreich Droste zu Vischering (Domkantor) (vor 1677–1724), Domkantor in Münster
- Adolf Heidenreich Droste zu Vischering (Domherr) (1699–1747), Domherr in Münster, Osnabrück und Minden
- Adolf Heidenreich Droste zu Vischering (Drost, 1715) (1715–1776), Erbdroste und Amtsdroste in den Ämtern Ahaus und Horstmar
- Adolf Heidenreich Droste zu Vischering (Drost, 1769) (1769–1826), Droste in den Ämtern Horstmar und Ahaus und Erbauer des Erbdrostenhofs
- Adolf Heinrich Droste zu Vischering (vor 1620–1650), Dompropst in Münster
- Caspar Maximilian Droste zu Vischering-Padberg (* 1808; † 1887), Landrat des Kreises Brilon und preußischer Abgeordneter
- Clemens August Droste zu Vischering (1773–1845), deutscher Erzbischof
- Clemens August Droste zu Vischering (Domherr) (1724–1762), Domherr in Münster
- Clemens August Maria Droste zu Vischering (1742–1790), Amtsdroste in Ahaus und Horstmar
- Clemens Heidenreich Droste zu Vischering (1832–1923), deutscher Politiker (Zentrumspartei) und Gutsbesitzer
- Christoph Heidenreich Droste zu Vischering (* 1652; † 1723), Amtsdroste in Ahaus und Horstmar
- Dietrich Droste zu Vischering gen. Manenschyn († 1465), Dompropst in Münster
- Felix Graf von Droste zu Vischering (1808–1865), Gutsbesitzer, Mitglied des Preußischen Herrenhauses von 1858–1865
- Ferdinand Gottfried Droste zu Vischering, Domherr in Münster und Osnabrück
- Franz Otto von Droste zu Vischering (* 1771; † 1826), katholischer Theologe und Publizist
- Goswin Droste zu Vischering (* 1612; † 1680), Dombursar in Münster
- Gottfried Droste zu Vischering (* 1579; † 1652), Domkantor und Dombursar in Münster
- Gottfried Droste zu Vischering (Großprior) († 1683), Großprior des deutschen Johanniterordens
- Gottfried von Droste (* 1908; † 1992), Physiker
- Heidenreich Droste zu Vischering (Drost, 1508) (1508–1588), Amtsdroste in Ahaus und Horstmar
- Heidenreich Droste zu Vischering (Drost, 1540) (1540–1622), Amtsdroste in Ahaus und Horstmar
- Heidenreich Droste zu Vischering (nach 1540–1620), Domscholaster in Münster, siehe Heinrich Droste zu Vischering
- Heidenreich Droste zu Vischering (Drost, 1580) (1580–1643), Amtsdroste in Ahaus und Horstmar
- Heidenreich Droste zu Vischering (Drost, 1616) (1616–1678), Amtsdroste in Ahaus und Horstmar
- Heidenreich Ludwig Droste zu Vischering (vor 1678–1723), Domscholaster in Münster
- Heidenreich Matthias Droste zu Vischering (1699–1739), Kapitelsvikar und Geheimer Rat
- Hermann Droste zu Vischering von Nesselrode-Reichenstein (1837–1904), Politiker und Gutsbesitzer
- Hermann Droste zu Vischering (* 15. Jh.; † 16. Jh.), Domherr in Münster
- Elisabeth Droste zu Senden († 1613), Äbtissin im Stift Nottuln
- Jobst Gottfried Droste zu Vischering († 1729), Domherr in Münster
- Jobst Moritz Droste zu Senden (* 1666; † 1754), von 1716 bis 1754 Landkomtur der Kammerballei Koblenz des Deutschen Ordens
- Johann Bernhard Droste zu Senden (1658–1713), Domherr in Münster und Speyer sowie Assessor der Landschaftspfennigkammer
- Johann Ferdinand Droste zu Senden (1684–1723), Kämmerer im Fürstbistum Mäünster
- Johann Karl Droste zu Senden (1692–1761), Domherr in Münster und königlicher Regierungspräsident
- Joseph Droste zu Vischering (* 1784; † 1845), k. k. Feldmarschallleutnant, Obersthofmeister des Erzherzog Ferdinand Carl Viktor
- Kaspar Maximilian Droste zu Vischering (* 1770; † 1846), von 1826 bis 1846 Bischof von Münster
- Liane von Droste (* 1959), deutsche Journalistin und Buchautorin
- Maximilian Heidenreich Droste zu Vischering (* 1684; † 1751), Amtsdroste in Ahaus und Horstmar
- Maximilian Heinrich Droste zu Vischering (1749–1801), Domherr in Münster
- Maximilian Droste zu Vischering-Padberg (* 1781; † 1845), Jurist und Landrat des Kreises Brilon; Vater von Caspar Maximilian Droste zu Vischering-Padberg
- Maria vom Göttlichen Herzen (* 1863; † 1899), seliggesprochen am 1. November 1975 von Papst Paul VI.
- Mauritz Dietrich Anton Droste zu Senden (1683–1723), Domherr in Münster und Paderborn

## Trivia
Im Jahr 1844 diente die Familie als Figur eines der populärsten demokratischen Volkslieder des 19. Jahrhunderts, Freifrau von Droste-Vischering. Das Spottlied des Berliner Schriftstellers Rudolf Löwenstein (1819–1891), dem späteren Herausgeber der satirischen Zeitschrift Kladderadatsch macht sich über katholische Frömmigkeit lustig. In jenem Jahr wurde in Trier wieder eine der bekanntesten Reliquien öffentlich ausgestellt, der Heilige Rock. Ihm wurden Wunder zugeschrieben. Die Familie Droste-Vischering verkörpert in dem Lied offenbar das konservativ-katholische Milieu des Münsterlandes. Angeblich war Johanna von Droste zu Vischering (Großnichte von Clemens August Droste zu Vischering) bei ihrer Wallfahrt zum Heiligen Rock am 30. August 1844 von ihren körperlichen Gebrechen geheilt worden. Für Friedrich Engels galt das Lied als eines der „beiden besten politischen Volksliedern seit dem 16. Jahrhundert“. Den politischen Gehalt gewann das Lied vor dem Hintergrund des kulturellen Streits zwischen dem preußischen Protestantismus und dem Katholizismus in den westlichen Landesteilen Preußens.

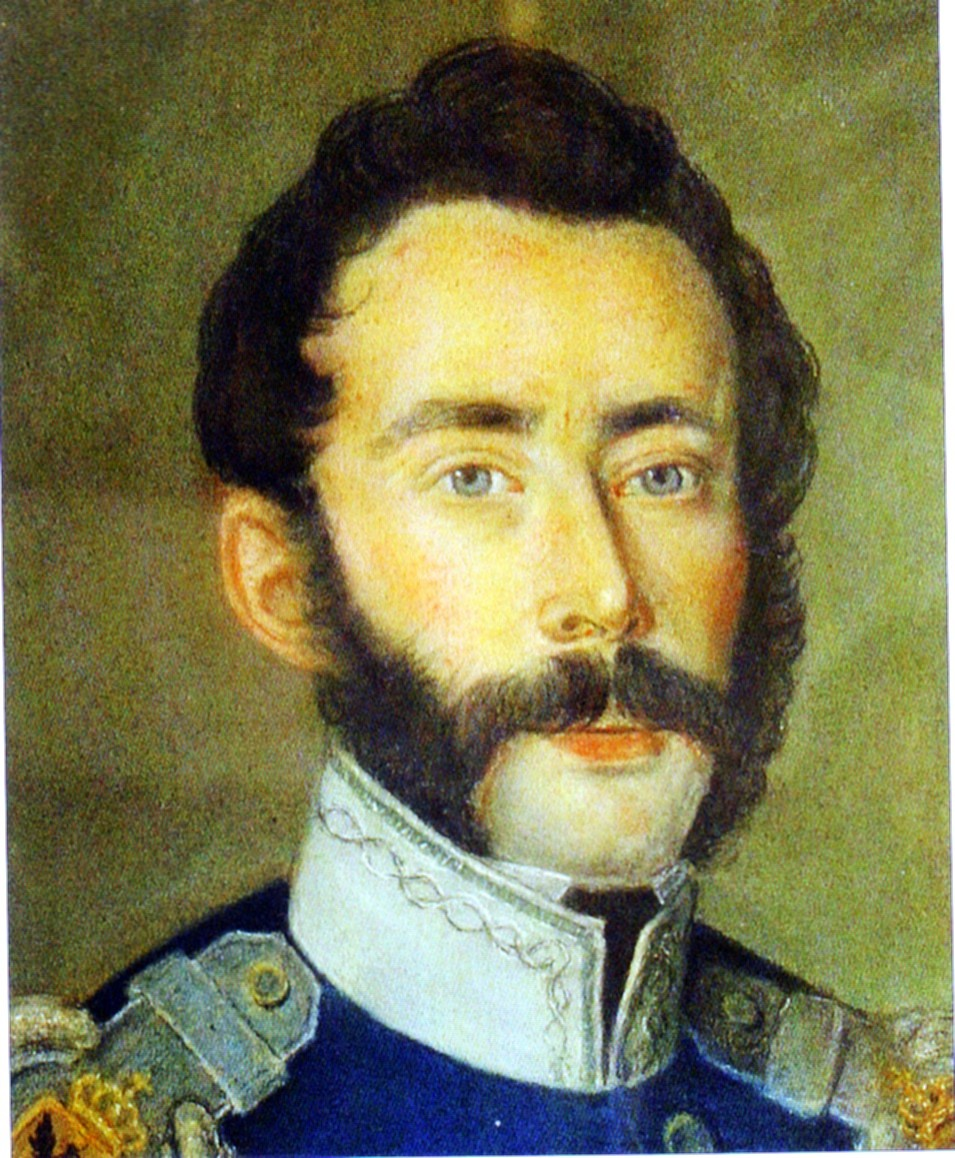
Caspar Maximilian Droste zu Vischering-Padberg
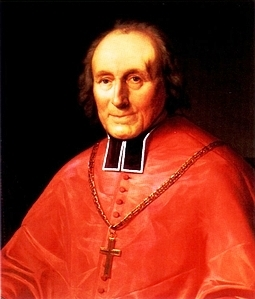
Clemens August Droste zu Vischering
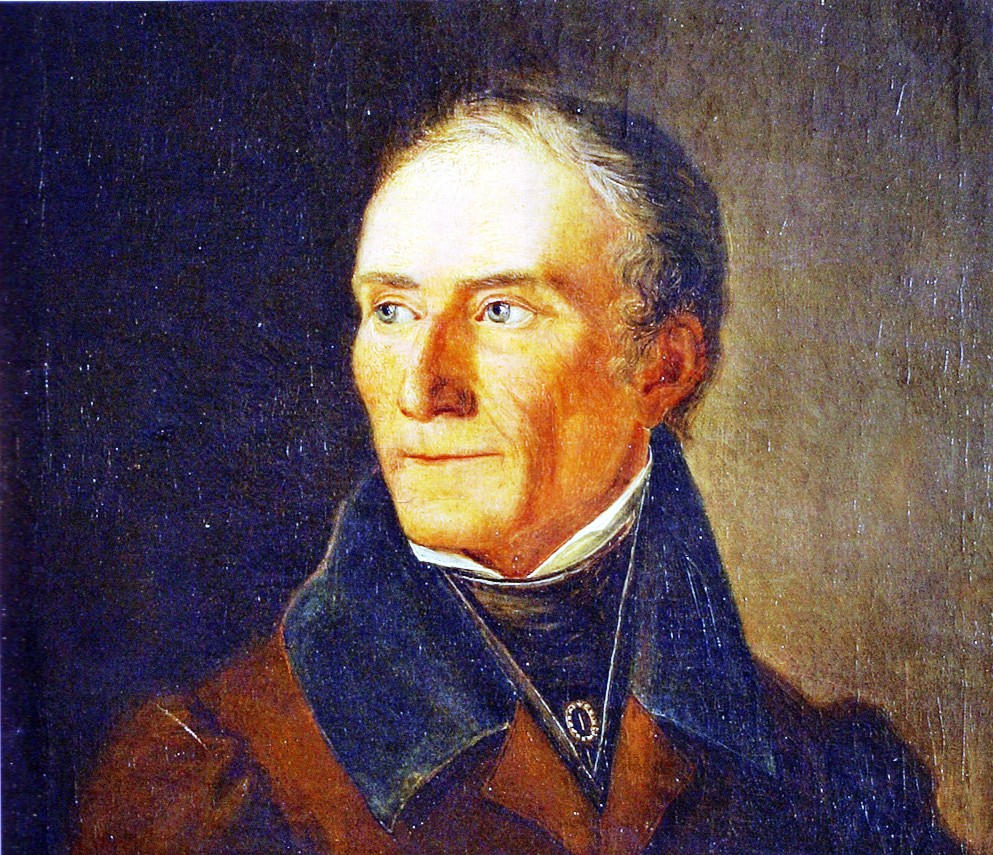
Maximilian Droste zu Vischering-Padberg
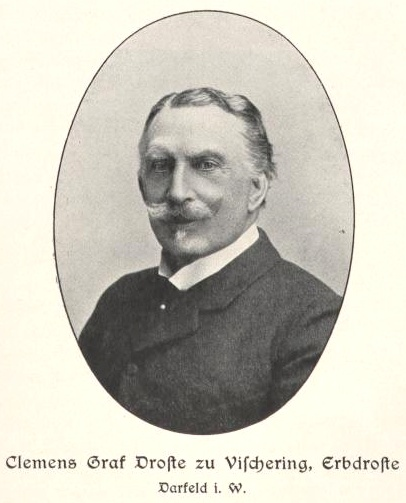
Clemens Heidenreich Droste zu Vischering
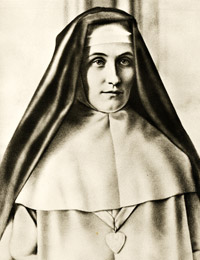
Maria Droste zu Vischering